# Calliactis japonica
Calliactis japonica is een zeeanemonensoort uit de familie Hormathiidae.
Calliactis japonica is voor het eerst wetenschappelijk beschreven door Carlgren in 1928.